# Parque Caymanas
El Parque Caymanas (en inglés: Caymanas Park) es el nombre que recibe un recinto deportivo localizado en el Parque Gregory (Gregory Park), en la parroquia St Catherine, que constituye la única pista de carreras de caballos del país caribeño e insular de Jamaica. Se menciona en la canción de Pioneer llamada Longshot Kick The Bucket. Se trata de una instalación pública propiedad del gobierno de Jamaica.